# Expedición de Diego de Guadalajara
La expedición de Diego de Guadalajara de 1654 fue una expedición española enviada para seguir el hallazgo de perlas de agua dulce del mejillón en el río Concho en lo que hoy es el estado de Texas. Aunque los resultados fueron decepcionantes, la expedición entró en contacto continuo con la gente de la zona y después llevó a la colonización española en y alrededor San Angelo (Texas).

## Expedición Castillo-Martín
En 1650, Hernando de Ugarte y la Concha (1649-1652), entonces gobernador de Nuevo México, envió una expedición desde Santa Fe, encabezada por los capitanes Diego del Castillo y Hernán Martín, para explorar lo que hoy es el norte central de Texas. La expedición Castillo-Martín viajó unos 840 km al sudeste de Santa Fe a lo largo de la ruta que había seguido el fraile dominico Juan de Salas cuando visitó a los indios jumanos en 1632.
Llegaron al río Concho, y lo llamaron río de las Perlas. Lo nombraron río Concho ("río de las conchas") tras encontrar allí mejillones nacarados de Tampico (Cyrtonaias tampicoensis).
Algunos miembros de la expedición fueron otros 210  km más al sudeste hasta que llegaron a los límites del gran y pobladao territorio de los indios tejas, pero no continuaron más allá porque no estaban seguros de cómo iban a ser recibidos. El jefe de los tejas se enteró de la presencia española y envió un emisario a reunirse con ellos. La expedición permaneció en la región durante seis meses, y recogió muestras de las perlas de agua dulce. Estas perlas fueron enviadas a Luis Enríquez de Guzmán, noveno conde de Alba de Liste y virrey de la Nueva España, y fueron parte de la razón para la posterior expedición de Guadalajara.

## Expedición Guadalajara
La entrada (expedición) Guadalajara se puso en marcha en 1654 para dar seguimiento a las hallazgos de Castillo. La expedición probablemente partió antes de la Pascua de 1654 dirigida por el sargento mayor Diego de Guadalajara al mando de treinta soldados y 200 indios cristianos. Viajaron hasta el río Concho en el país de los jumanos al igual que la expedición anterior. Según Cristóbal de Anaya, hablando en 1663 en un juicio por herejía, la expedición viajó 300 leguas al este durante nueve meses a través de países habitados por indios amables pero no cristianos.
El cuerpo principal de la expedición permaneció en el Concho, acampando entre los jumanos. Los jumanos fueron reclutados para la cosecha de mejillones con la esperanza de que tendrían perlas de calidad gema. Mientras tanto, el capitán Andrez Lopéz viajó con un grupo de doce soldados a unas 130 km al este, donde encontraron una ranchería de hombres "cuitao".{{. Lucharon contra ellos y se llevaron doscientos prisioneros, con doscientos fardos de pieles de animales. Cuando la partida de Lopéz se reincorporó a la expedición principal, la fuerza combinada regresó a Santa Fe con su rico botín de pieles y esclavos.

## Resultados
La expedición había encontrado muchas menos perlas de lo que habían esperado, pero atrajo el interés de los españoles por la región. No se han encontrado registros de expediciones específicas durante los siguientes treinta años, pero en los archivos mexicanos hay pruebas de que se llevaron a cabo muchos viajes comerciales. Los españoles probablemente intercambiaron instrumentos de hierro y caballos por pieles y carne de búfalo. Juan Domínguez de Mendoza, que había sido miembro de la expedición Guadalajara de 1654, encabezó otra expedición a la zona en 1683-1684. Los españoles construyeron misiones, y finalmente construyeron la ciudad de San Angelo.
Actualmente, todavía hay una pesquería de los mejillones y sus perlas.